# 萨朗 (卡尔瓦多斯省)
萨朗（法語：Sallen，法語發音：[salɑ̃]）是法国卡尔瓦多斯省的一个市镇，位于该省西部，属于巴约区。

## 地理
萨朗（49°6'51"N, 0°49'43"W）面积11.21 平方千米，位于法国诺曼底大区卡爾瓦多斯省，该省份为法国西北部沿海省份，北濒大西洋英吉利海峡，东北与滨海塞纳省以海上边界相接，东临厄尔省，南至奧恩省，西与芒什省接壤。
与萨朗接壤的市镇（或旧市镇、城区）包括：科尔莫兰、富洛涅、普朗克里、蒙特拉博、欧尔河畔科蒙、圣让代勒。

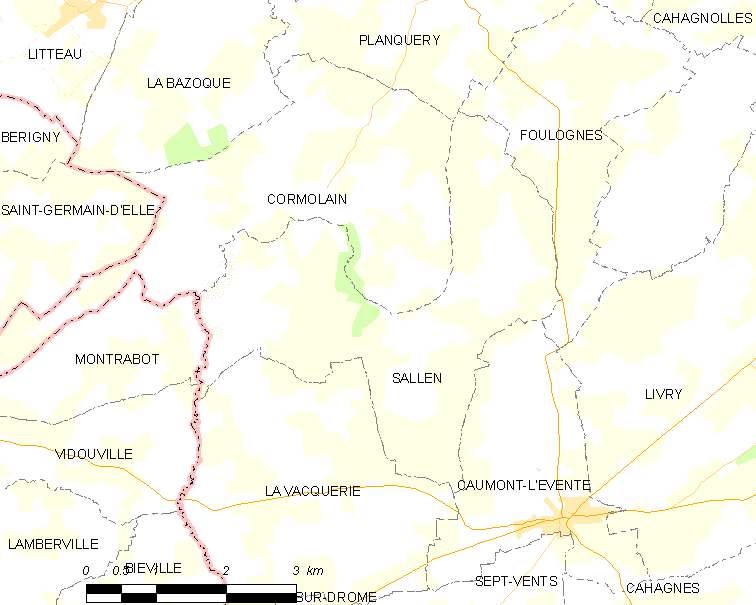
的OSM定位图

萨朗的时区为UTC+01:00、UTC+02:00（夏令时）。

## 行政
萨朗的邮政编码为14240，INSEE市镇编码为14664。

## 政治
萨朗所属的省级选区为特雷维耶尔县。

## 人口

1962-2008年间人口变化图示

萨朗于2022年1月1日时的人口数量为320人。